# 99¢
99¢ (99 Cents) è il terzo album in studio della cantante statunitense Santigold, pubblicato nel 2016.

## Tracce
1. Can't Get Enough of Myself (featuring B.C.) – 3:57
2. Big Boss Big Time Business – 3:35
3. Banshee – 3:45
4. Chasing Shadows – 3:15
5. Walking in a Circle – 3:56
6. Who Be Lovin Me (featuring iLoveMakonnen) – 3:52
7. Rendezvous Girl – 4:22
8. Before the Fire – 3:03
9. All I Got – 2:56
10. Outside the War – 4:30
11. Run the Races – 4:23
12. Who I Thought You Were – 3:48